# 10444 де Гевеші
10444 де Гевеші (10444 de Hevesy) — астероїд головного поясу, відкритий 30 вересня 1973 року.
Тіссеранів параметр щодо Юпітера — 3,188.
Названий на честь угорського хіміка Дєрдя де Гевеші.